# DHB-Pokal 1988/89
Der DHB-Pokal 1988/89 war die 15. Austragung des Handballpokalwettbewerbs der Herren. Im Finale, das aus Hin- und Rückspiel bestand, ging der TV Großwallstadt, der sich gegen den VfL Gummersbach durchsetzte, zum vierten Mal als Sieger hervor. Damit qualifizierte sich Großwallstadt für den Europapokal der Pokalsieger 1989/90.

## Modus
Es traten insgesamt 64 Mannschaften aus der Bundesliga, der 2. Bundesliga, der Regionalliga (3. Liga), der Oberliga (4. Liga) und dem Landesverband unterhalb der Oberliga im K.-o.-System gegeneinander an. In den ersten zwei Runden wurde das Teilnehmerfeld nach territorialen Gesichtspunkten in Gruppe Nord und Süd unterteilt. Danach ging es einheitlich weiter und es erfolgte die weitere Ausspielung in Achtel-, Viertel und Halbfinale sowie einem Finale, das aus Hin- und Rückspiel bestand.

## 1. Hauptrunde
Qualifiziert waren für die 1. Hauptrunde folgende 64 Mannschaften, die hier nach ihrer Ligazugehörigkeit während der Saison 1988/89 aufgelistet sind.
 Gespielt wurde am 1. Oktober 1988.
| Bundesliga | 2. Bundesliga | Regionalliga | Oberliga                                                                              | Landesverband                             |
| - VfL Gummersbach - HSG TuRU Düsseldorf - THW Kiel - TUSEM Essen (TV) - TSV Bayer Dormagen - TV Großwallstadt - Frisch Auf Göppingen - SG Wallau/Massenheim - TuS Hofweier - TBV Lemgo - TSV Milbertshofen - SG Weiche-Handewitt - SG Leutershausen - VfL Fredenbeck (TV) – Titelverteidiger | Staffel Nord - OSC Thier Dortmund - TSV GWD Minden - DSC Wanne-Eickel - VfL Hameln - OSC 04 Rheinhausen - TSV Bayer 04 Leverkusen - TV Emsdetten - MTV/PSV Braunschweig - TuS Nettelstedt - SuS Oberaden - SG VTB/Altjührden - VfL Bad Schwartau - SV Blau-Weiß Spandau - LTV Wuppertal Staffel Süd - TuSpo Nürnberg - MTSV Schwabing - TuS Schutterwald - TSV Dutenhofen - TV Niederwürzbach - TuS Griesheim - VfL Pfullingen - TV Hüttenberg - SG Stuttgart-Scharnhausen - VfL Heppenheim - VfL Günzburg - TSV Oftersheim - TV Gelnhausen - TSV 1896 Rintheim | Nord - SG Bremen-Ost - Eintracht Hildesheim Berlin - VfL Lichtenrade - HSG BSV 92/OSC Berlin West - HC TuRa Bergkamen - SG Olympia Brühl - TSG Herdecke - TuS Spenge - TV Sachsenroß Hille Südwest - TuS Eintracht Wiesbaden - TuS 04 Dansenberg - TV 1885 Bürgstadt - TSG Groß-Bieberau - TSV Speyer Süd - TSV 05 Rot - TSV 1846 Nürnberg - SG Köndringen/Teningen - HG Erlangen - TV Oppenweiler | Oberliga Schleswig-Holstein - TSV 1927 Weddingstedt Oberliga Niederrhein - Hamborn 07 | Bezirksliga Hannover - SG Hohnhorst/Haste |

### Gruppe Nord
| Datum          | Heimmannschaft        | Ergebnis    | Gastmannschaft          |
| -------------- | --------------------- | ----------- | ----------------------- |
| Sa, 01.10.1988 | SG Bremen-Ost         | 16:18       | VfL Hameln              |
| Sa, 01.10.1988 | TuS Spenge            | 22:28       | VfL Fredenbeck          |
| Sa, 01.10.1988 | Hamborn 07            | 26:13       | SG Olympia Brühl        |
| Sa, 01.10.1988 | SG Weiche-Handewitt   | 18:14       | TBV Lemgo               |
| Sa, 01.10.1988 | SuS Oberaden          | 17:22       | VfL Gummersbach         |
| Sa, 01.10.1988 | THW Kiel              | 19:15       | TSV Bayer Dormagen      |
| Sa, 01.10.1988 | SG VTB/Altjührden     | 16:19       | HSG TuRU Düsseldorf     |
| Sa, 01.10.1988 | TSV 1927 Weddingstedt | 14:30       | TUSEM Essen             |
| Sa, 01.10.1988 | Eintracht Hildesheim  | 24:32       | TSG Herdecke            |
| Sa, 01.10.1988 | VfL Lichtenrade       | 14:25       | TV Emsdetten            |
| Sa, 01.10.1988 | LTV Wuppertal         | 20:12       | MTV/PSV Braunschweig    |
| Sa, 01.10.1988 | SG Hohnhorst/Haste    | 28:31 n. V. | TSV Bayer 04 Leverkusen |
| Sa, 01.10.1988 | TSV GWD Minden        | 20:17       | DSC Wanne-Eickel        |
| Sa, 01.10.1988 | HC TuRa Bergkamen     | 09:23       | TuS Nettelstedt         |
| Sa, 01.10.1988 | VfL Bad Schwartau     | 21:23       | OSC 04 Rheinhausen      |
| Sa, 01.10.1988 | TV Sachsenroß Hille   | 20:27       | OSC Thier Dortmund      |

### Gruppe Süd
| Datum          | Heimmannschaft          | Ergebnis    | Gastmannschaft            |
| -------------- | ----------------------- | ----------- | ------------------------- |
| Sa, 01.10.1988 | TV Gelnhausen           | 18:22       | TSV Milbertshofen         |
| Sa, 01.10.1988 | TSV 1896 Rintheim       | 16:19       | TSV Dutenhofen            |
| Sa, 01.10.1988 | TuS 04 Dansenberg       | 19:21       | TuSpo Nürnberg            |
| Sa, 01.10.1988 | VfL Pfullingen          | 16:21       | Frisch Auf Göppingen      |
| Sa, 01.10.1988 | TV 1885 Bürgstadt       | 21:22       | SG Stuttgart-Scharnhausen |
| Sa, 01.10.1988 | TSV 1846 Nürnberg       | 25:23 n. V. | SG Wallau/Massenheim      |
| Sa, 01.10.1988 | SV Blau-Weiß Spandau    | 24:26       | TSG Groß-Bieberau         |
| Sa, 01.10.1988 | SG Köndringen/Teningen  | 22:14       | TSV 05 Rot                |
| Sa, 01.10.1988 | HG Erlangen             | 23:22       | VfL Heppenheim            |
| Sa, 01.10.1988 | TV Großwallstadt        | 28:20       | MTSV Schwabing            |
| Sa, 01.10.1988 | TSV Speyer              | 12:19       | TuS Griesheim             |
| Sa, 01.10.1988 | TuS Eintracht Wiesbaden | 17:16       | TuS Hofweier              |
| Sa, 01.10.1988 | TuS Schutterwald        | 19:14       | TSV Oftersheim            |
| Sa, 01.10.1988 | SG Leutershausen        | 30:20       | VfL Günzburg              |
| Sa, 01.10.1988 | TV Niederwürzbach       | 28:13       | HSG BSV 92/OSC Berlin     |
| Sa, 01.10.1988 | TV Oppenweiler          | 21:19       | TV Hüttenberg             |

## 2. Hauptrunde
Qualifiziert waren für die 2. Hauptrunde folgende 32 Mannschaften, die hier nach ihrer Ligazugehörigkeit während der Saison 1988/89 aufgelistet sind.
 Gespielt wurde vom 3. bis 5. März 1989.
| Bundesliga | 2. Bundesliga | Regionalliga | Oberliga                          |
| - VfL Gummersbach - HSG TuRU Düsseldorf - THW Kiel - TUSEM Essen (TV) - TV Großwallstadt - Frisch Auf Göppingen - TSV Milbertshofen - SG Weiche-Handewitt - SG Leutershausen - VfL Fredenbeck (TV) – Titelverteidiger | Staffel Nord - OSC Thier Dortmund - TSV GWD Minden - VfL Hameln - OSC 04 Rheinhausen - TSV Bayer 04 Leverkusen - TV Emsdetten - TuS Nettelstedt - LTV Wuppertal Staffel Süd - TuSpo Nürnberg - TuS Schutterwald - TSV Dutenhofen - TV Niederwürzbach - TuS Griesheim - SG Stuttgart-Scharnhausen | West - TSG Herdecke Südwest - TuS Eintracht Wiesbaden - TSG Groß-Bieberau Süd - TSV 1846 Nürnberg - SG Köndringen/Teningen - HG Erlangen - TV Oppenweiler | Oberliga Niederrhein - Hamborn 07 |

### Gruppe Nord
| Datum                  | Heimmannschaft      | Ergebnis    | Gastmannschaft          |
| ---------------------- | ------------------- | ----------- | ----------------------- |
| Fr, 0.3.03., 20:00 Uhr | HSG TuRU Düsseldorf | 17:15       | OSC Thier Dortmund      |
| Sa, 04.03., 19:30 Uhr  | TSV GWD Minden      | 21:16       | SG Weiche-Handewitt     |
| Sa, 04.03., 19:30 Uhr  | VfL Fredenbeck      | 19:22       | TUSEM Essen             |
| So, 05.03., 11:00 Uhr  | VfL Hameln          | 15:20       | VfL Gummersbach         |
| So, 05.03., 11:15 Uhr  | Hamborn 07          | 16:17       | TSV Bayer 04 Leverkusen |
| So, 05.03., 11:15 Uhr  | TSG Herdecke        | 20:21 n. V. | TuS Nettelstedt         |
| So, 05.03., 17:00 Uhr  | LTV Wuppertal       | 17:21       | TV Emsdetten            |
| So, 05.03., 17:00 Uhr  | OSC 04 Rheinhausen  | 13:22       | THW Kiel                |

### Gruppe Süd
| Datum                 | Heimmannschaft         | Ergebnis    | Gastmannschaft            |
| --------------------- | ---------------------- | ----------- | ------------------------- |
| Sa, 04.03., 16:00 Uhr | HG Erlangen            | 18:27       | TV Großwallstadt          |
| Sa, 04.03., 19:30 Uhr | SG Leutershausen       | 16:22       | TSV Milbertshofen         |
| Sa, 04.03., 19:30 Uhr | TuS Schutterwald       | 23:22       | Frisch Auf Göppingen      |
| So, 05.03., 11:00 Uhr | TV Niederwürzbach      | 30:12       | TSV 1846 Nürnberg 1       |
| So, 05.03., 16:30 Uhr | SG Köndringen/Teningen | 27:21       | TV Oppenweiler            |
| So, 05.03., 17:00 Uhr | TSV Dutenhofen         | kampflos 2  | TuSpo Nürnberg            |
| So, 05.03., 17:00 Uhr | TuS Griesheim          | 20:21       | TuS Eintracht Wiesbaden   |
| So, 05.03., 18:00 Uhr | TSG Groß-Bieberau      | 29:26 n. V. | SG Stuttgart-Scharnhausen |

## Achtelfinale
Qualifiziert waren für das Achtelfinale folgende 16 Mannschaften, die hier nach ihrer Ligazugehörigkeit während der Saison 1988/89 aufgelistet sind.
 Gespielt wurde vom 30. März bis 2. April 1989.
| Bundesliga | 2. Bundesliga | Regionalliga                                                                       |
| - VfL Gummersbach - HSG TuRU Düsseldorf - THW Kiel - TUSEM Essen (TV) - TV Großwallstadt - TSV Milbertshofen (TV) – Titelverteidiger | Staffel Nord - TSV GWD Minden - TSV Bayer 04 Leverkusen - TV Emsdetten - TuS Nettelstedt Staffel Süd - TuS Schutterwald - TSV Dutenhofen - TV Niederwürzbach | Südwest - TuS Eintracht Wiesbaden - TSG Groß-Bieberau Süd - SG Köndringen/Teningen |

| Datum                 | Heimmannschaft          | Ergebnis    | Gastmannschaft         |
| --------------------- | ----------------------- | ----------- | ---------------------- |
| Do, 30.03., 20:00 Uhr | TV Großwallstadt        | 22:13       | HSG TuRU Düsseldorf    |
| Sa, 01.04., 19:00 Uhr | TSG Groß-Bieberau       | 15:17       | VfL Gummersbach        |
| Sa, 01.04., 19:30 Uhr | TuS Eintracht Wiesbaden | 27:26       | TV Niederwürzbach      |
| Sa, 01.04., 19:30 Uhr | TV Emsdetten            | 20:17       | TSV GWD Minden         |
| So, 02.04., 11:00 Uhr | TSV Milbertshofen       | 20:18       | SG Köndringen/Teningen |
| So, 02.04., 17:00 Uhr | TSV Bayer 04 Leverkusen | 23:22 n. V. | THW Kiel               |
| So, 02.04., 17:00 Uhr | TSV Dutenhofen          | 21:22       | TuS Nettelstedt        |
| So, 02.04., 17:00 Uhr | TUSEM Essen             | 30:23       | TuS Schutterwald       |

## Viertelfinale
Qualifiziert waren für das Viertelfinale folgende acht Mannschaften, die hier nach ihrer Ligazugehörigkeit während der Saison 1988/89 aufgelistet sind.
 Gespielt wurde vom 22. April bis 6. Mai 1989.
| Bundesliga                                                                                          | 2. Bundesliga                                                           | Regionalliga                      |
| - VfL Gummersbach - TUSEM Essen (TV) - TV Großwallstadt - TSV Milbertshofen (TV) – Titelverteidiger | Staffel Nord - TSV Bayer 04 Leverkusen - TV Emsdetten - TuS Nettelstedt | Südwest - TuS Eintracht Wiesbaden |

| Datum          | Heimmannschaft          | Ergebnis | Gastmannschaft          |
| -------------- | ----------------------- | -------- | ----------------------- |
| Sa, 22.04.1989 | TuS Eintracht Wiesbaden | 23:32    | TUSEM Essen             |
| Sa, 06.05.1989 | TV Emsdetten            | 18:19    | TSV Bayer 04 Leverkusen |
| Sa, 06.05.1989 | TuS Nettelstedt         | 18:25    | VfL Gummersbach         |
| Sa, 06.05.1989 | TV Großwallstadt        | 27:20    | TSV Milbertshofen       |

## Halbfinale
Qualifiziert waren für das Halbfinale folgende vier Mannschaften, die hier nach ihrer Ligazugehörigkeit während der Saison 1988/89 aufgelistet sind.
 Gespielt wurde am 13. Mai 1989.
| Bundesliga                                                                      | 2. Bundesliga                          |
| - VfL Gummersbach - TUSEM Essen (TV) - TV Großwallstadt (TV) – Titelverteidiger | Staffel Nord - TSV Bayer 04 Leverkusen |

| Datum                 | Heimmannschaft          | Ergebnis | Gastmannschaft   |
| --------------------- | ----------------------- | -------- | ---------------- |
| Sa, 13.05., 18:00 Uhr | VfL Gummersbach         | 16:15    | TUSEM Essen      |
| Sa, 13.05., 18:00 Uhr | TSV Bayer 04 Leverkusen | 18:24    | TV Großwallstadt |

## Finale DHB-Pokal
Das Finale um den DHB-Pokal, das aus Hin- und Rückspiel bestand, wurde am 20. und 25. Mai 1989 zwischen dem TV Großwallstadt und dem VfL Gummersbach ausgetragen. Den Pokal sicherte sich zum vierten Mal der TV Großwallstadt, der sich im Finale gegen Gummersbach mit 42:39 (Hinspiel 21:18, Rückspiel 21:21) durchsetzte.
| Datum                   |                  | Gesamt |                 | Hinspiel     | Rückspiel   |
| ----------------------- | ---------------- | ------ | --------------- | ------------ | ----------- |
| Sa 20. Mai / Do 25. Mai | TV Großwallstadt | 42:39  | VfL Gummersbach | 21:18 (12:8) | 21:21 (9:7) |

### Hinspiel
Samstag, 20. Mai 1989 um 19:30 Uhr in Elsenfeld, Rudolf-Harbig-Halle, 2.100 Zuschauer
TV Großwallstadt: Roch  – Sahm (6), Oleksa, U. Roth , Beck, B. Roos (5/1), Gaydoul (2), M. Roth (3), Kovács (5/2), Gnau. Trainer: Meisinger
VfL Gummersbach: Thiel – Fitzek (2), Dammann (3) , Krokowski  (2), Neitzel (4) , Zlattinger (1), Dörhöfer (5/1), Lindhorst (1). Trainer: Brand
Schiedsrichter: Wolfgang Gremmel & Manfred Gremmel

### Rückspiel
Donnerstag, 25. Mai 1988 um 18:00 Uhr in Gummersbach, Sporthalle Gummersbach, 2.300 Zuschauer (ausverkauft)
VfL Gummersbach: Thiel – Fitzek (8/2), Dammann (1) , Schröder (1) , Krokowski  (1), Neitzel (6) , Zlattinger, Dörhöfer (3) , Lindhorst (1), Jaeger. Trainer: Brand
TV Großwallstadt: Roch  – Oleksa, Sahm (2), U. Roth (4) , Beck (2), Hönnige , B. Roos (2/1), Gaydoul (4) , M. Roth (3), Kovács (3/2) , Gnau (1). Trainer: Meisinger
Schiedsrichter: Erhard Hofmann & Manfred Prause